# Untí
Untí (en rus: Унты) és un poble del Daguestan, a Rússia, que en el cens del 2010 tenia 383 habitants. Pertany al districte rural de Gunib.